# Mine antichar 88
La mine antichar 88, en abréviation militaire Min ach 88, est une mine antichar électromagnétique antichar en service dans l'armée suisse depuis son introduction en 1988. Elle fait partie des séries de mines HPD. Elle est en service en parallèle avec la mine antichar 60.

## Description
Son corps est peu métallique, ce qui est un atout dans le cas de détection par détecteur de métal. Elle est capable de transpercer l'acier blindé du sol du char d'assaut et de cisailler ses chenilles, quelle que soit leur largeur. Sa mise à feu électromagnétique ne nécessite pas de contact direct mais se produit par le passage sur la mine d'une masse métallique importante, comme celle d'un véhicule. Cette mine doit être enterrée. Elle est engagée selon une période active réglable de plusieurs mois, au terme desquels un marqueur d'autoneutralisation sous la forme d'une tige surgit du sol; la mine est alors désactivée et elle peut alors être retirée du sol sans danger et réutilisée. Son poids total est de 7,1 kg, dont 3,0 kg d'explosif.